# Tadorna cristata
Tadorna cristata là một loài chim trong họ Vịt. Đây là loài cực kỳ nguy cấp và có thể bị tuyệt chủng. Chim trống có chỏm đầu, ngực, lông chóp cánh, và đuôi màu đen hơi xanh lam, trong khi phần còn lại của khuôn mặt, cằm và cổ họng màu nâu đen